# Růžový
Růžový (do roku 1947 Roznberk, německy Rosenberg) je vesnice v Brně, součást městské části Brno-Chrlice.

## Historie
Vesnice Růžový vznikla jako raabizační osada v těsné blízkosti Chrlic. Na jejich severovýchodním okraji se nacházely dva panské dvory, které byly na přelomu 18. a 19. století zrušeny. Severní z nich, ležící za Tuřanským potokem, byl v 80. letech 18. století zbořen a jeho místo bylo rozparcelováno. V roce 1787 zde vznikla řadová familiantská zástavba nové vsi Roznberk, která si udržela půdorys a dispozici už neexistujícího pravoúhlého dvora s malou návsí uprostřed (dnešní ulice U Dráhy), na které později vzniklo několik dalších domků. Obdobně zastavěna byla i přístupová cesta z Chrlic (dnešní ulice Blümlova). V roce 1790 čítala ves celkem 32 domů, ve kterých žilo 143 osob.
Během první čtvrtiny 19. století se ves rozrostla jižním směrem. Jednak vznikla zástavba na druhé straně cesty směrem na Tuřany (dnešní ulice U Viaduktu), která společně s původními domy v místě jižního křídla dvora vytvořila krátkou ulici. Druhé rozšíření vsi se týkalo bývalého druhého chrlického dvora jižně od Tuřanského potoka, který navazoval na severovýchodní zástavbu Chrlic a s protilehlým zámkem vytvářel náměstíčko (dnešní Chrlické náměstí). Dvůr byl rovněž zbořen, zůstalo však stát jeho západní křídlo, které bývalo jeho hlavní budovou a které je zachováno dodnes. Místo východního křídla vznikla nová zástavba a zároveň byla vybudována krátká ulice ze severu (dnešní ulice Na Mlatech). Tím byl základní urbanistický rozvoj Růžového ukončen. V roce 1834 čítala ves 54 domů, v nichž žilo 277 lidí. V dalších desetiletích byly postaveny ještě domy podél cesty do Holásek (dnešní ulice V Rejích) a východně od bývalého jižního dvora vznikla současná ulice Prokešova. Roku 1856 byl postaven v dnešní ulici U Viaduktu kříž, který je jedinou výraznější historickou pamětihodností vsi. Podél východního okraje vesnice byla v roce 1869 zprovozněna železniční trať z Brna do Přerova. Do roku 1900 stoupl počet obyvatel Roznberku na 495 a počet domů na 75.
Od svého založení byl Růžový součástí Chrlic. V 19. století probíhaly snahy o osamostatnění, které vyvrcholily v 70. letech. Samostatná obec Roznberk vznikla v roce 1875. Ta se však stále nacházela v chrlickém katastrálním území a další desetiletí se řešilo katastrální uspořádání. Krátce před první světovou válku přiznal vídeňský Nejvyšší soudní dvůr Roznberku katastr, k realizaci tohoto rozhodnutí ovšem kvůli válečným událostem nedošlo. Obě obce jednaly o katastrálním uspořádání i za první republiky, kvůli neexistující shodě ale k žádným faktickým krokům nedošlo. V roce 1930 žilo v Roznberku 493 obyvatel, jeho zástavba byla tvořena 96 domy. Roku 1947 byl název vsi změněn na český tvar Růžový. Obec byla v roce 1949 připojena k Chrlicím, v jejich rámci měla ves zpočátku status osady, ten však byl o další dva roky zrušen. V roce 1971 se Chrlice i s Růžovým staly součástí Brna. Obě vsi si udržely vesnický charakter a tvoří jeden spojitý intravilán.

## Galerie

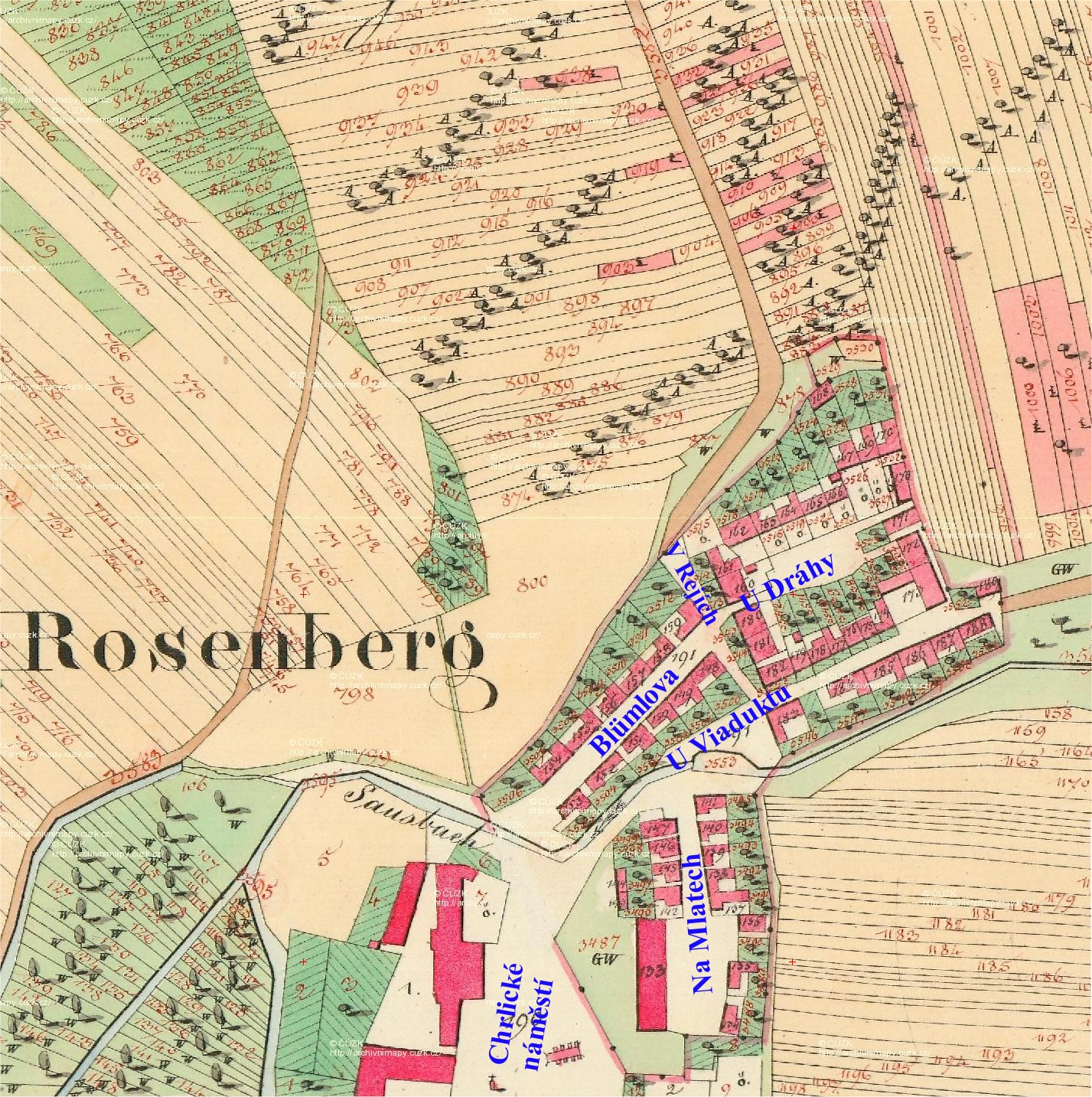
Císařský otisk stabilního katastru z první poloviny 19. století zobrazující vesnici Roznberk
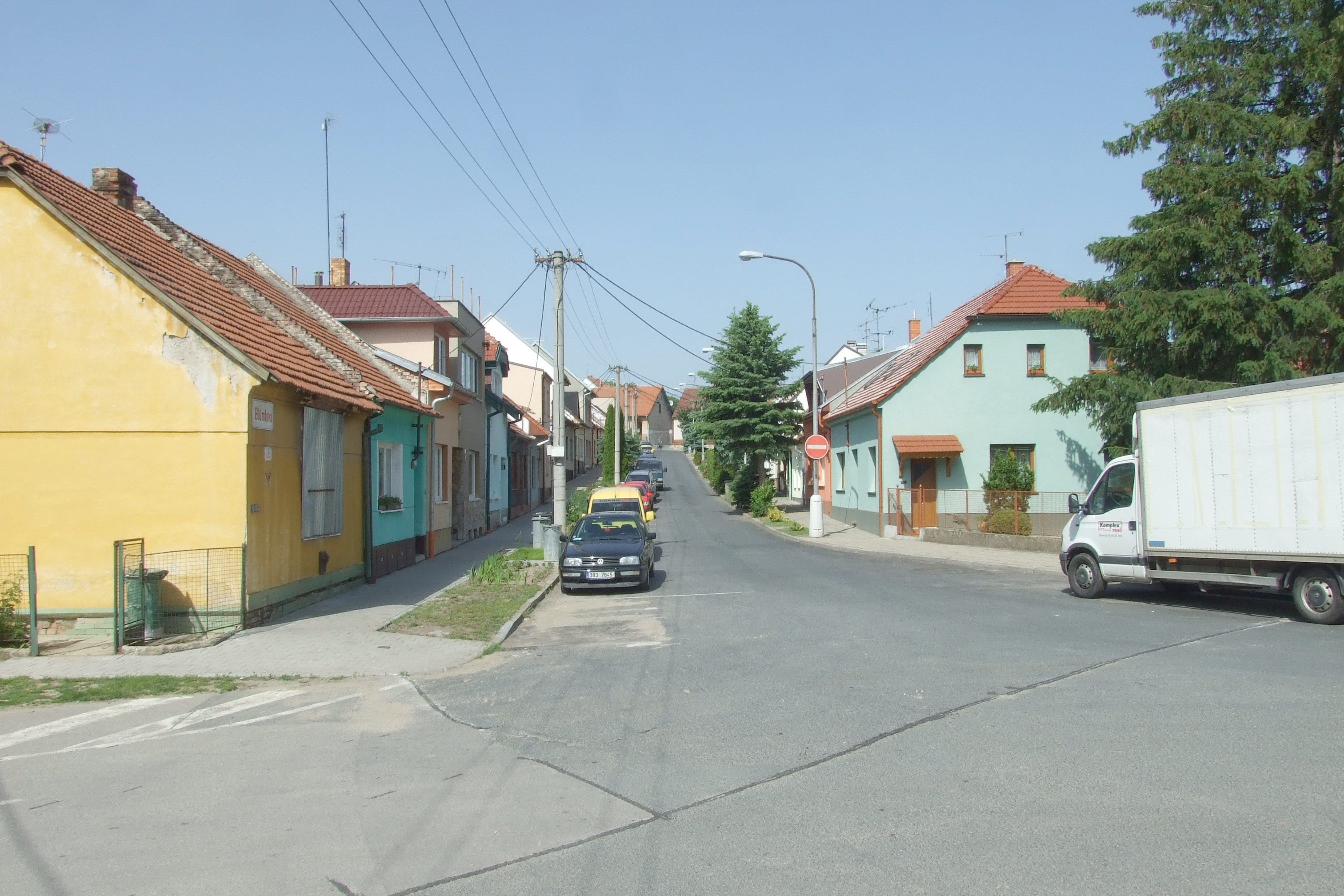
Ulice Blümlova
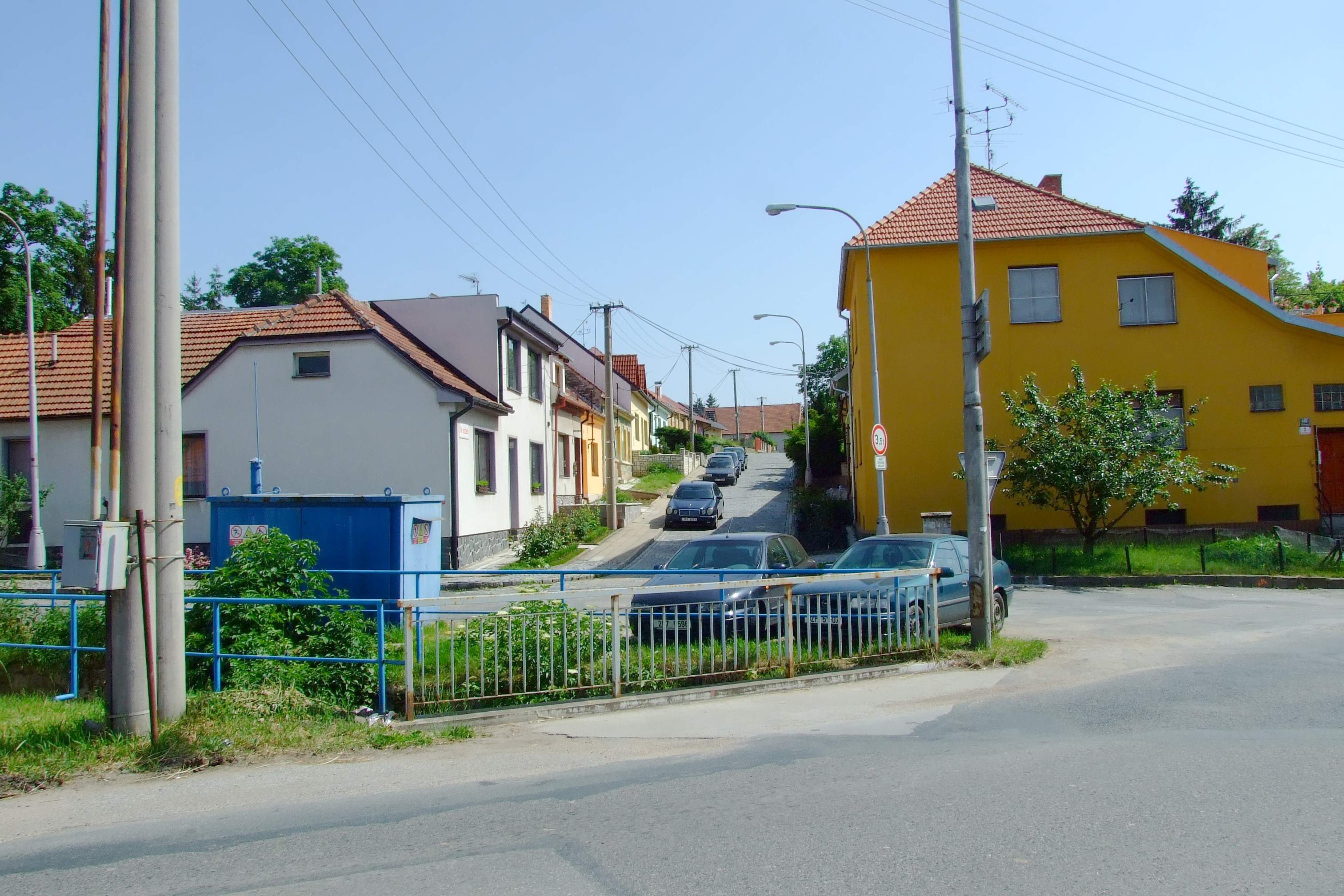
Ulice Na Mlatech